# Håkon Garåsen
Håkon Garåsen, född 6 juli 1887 i Trysil, död där 7 juni 1957, var en norsk författare.
Håkon Garåsen genomgick folkhögskolan i Voss, var journalist 1908–1910, och sedan bosatt på sin gård i Trysil, och flitig medarbetare i nynorska tidningar. Han uppträdde först som författare med skildringar från svensk-norska gränsbygden, vars människor och kulturförhållanden han senare beskrev i folkloristiska arbeten. Garåsen utgav Fraa skogbygda (1908), Rogfinne (1912, svensk översättning 1929), Tungsjøætta (1916, svensk översättning 1918), Fraa grensebygder og finnskogar (3 band, 1923–1925) och I dalaskog (1929, tillsammans med P. Lund).